# Rosen Plevneliev
Rosen Asenov Plevneliev (bulgariska: Ро̀сен Асѐнов Плѐвнелиев), född 14 maj 1964 i Gotse Deltjev, Blagoevgrad i Bulgarien, är en bulgarisk ingenjör och politiker som mellan den 22 januari 2012 och den 22 januari 2017 var Bulgariens president.

## Biografi
Plevneliev föddes i Gotse Deltjev. Plevneliev studerade vid Blagoevgrads matematiska och naturvetenskapliga gymnasium, från vilken han tog examen 1982. År 1989 utexaminerades han från Higher Mechanical-Electrotechnical Institute i huvudstaden Sofia. År 1990 startade han ett privat byggföretag i Bulgarien. Företaget har bland annat byggt Sofia Business Park.

## Politiskt karriär
Plevneliev var Minister för regional utveckling och offentliga arbeten under premiärminister Boyko Borisov mellan 2009 och 2011.
Den 4 september 2011 valdes Plevneliev till kandidat i presidentvalet för partiet Medborgare för Bulgariens europeiska utveckling (GERB). Följande andra omgången i presidentvalet hållit den 30 oktober vann han över Bulgariska socialistpartiets kandidat Ivaylo Kalfin med 52,58% av rösterna. Han tillträdde den 22 januari 2012.

## Privatliv
Plevneliev är gift och har tre söner, Filip, Asen och Pavel.